# ウッチャリ条約
ウッチャリ条約（Treaty of Wuchale）は、ショアの王で後のエチオピア帝国皇帝メネリク2世とイタリア王国のピエトロ・アントネッリ伯爵がエチオピアのウッチャリで1889年5月2日に結んだ講和条約である。
この条約で、エチオピアは領土の一部を譲渡し、その見返りにイタリアは経済支援と軍事援助とを約束した。

## 問題点
第17条の外交に関する解釈の違いが第一次エチオピア戦争を招いた。
イタリア語条文では、エチオピアは全てイタリアを通じて外交を行い、事実上の保護国になるとなっていたのに対し、アムハラ語条文ではエチオピアにかなりの自治権を認めており、イタリアを通して第三国と交渉することも出来るようになっていた。
この誤解は、アムハラ語では許容の意味を持つ動詞をイタリア語で義務的な意味を持つものに誤訳したことによるものだった。

## 関連文献
- Sven Rubenson, "Chapter V: Trials of Strength with Egypt and Italy" in The Survival of Ethiopian Independence (Hollywood: Tsehai, 2003).
- Carlo Giglio, "Article 17 of the Treaty of Uccialli" in  Journal of African History VI, 2 (1965) pp. 221–235.